# Jan Peutz
Johannes „Jan“ Laurentius Augustinus Peutz (* 24. März 1886 in Uithuizen; † 20. Dezember 1957 in Den Haag) war ein niederländischer Internist. Er veröffentlichte 1921 die erste Beschreibung der später als Peutz-Jeghers-Syndrom bezeichneten Polypose mit Hyperpigmentierung der Lippen- und Mundschleimhaut.

## Leben
Peutz studierte an den Universitäten Groningen und Utrecht Medizin. Nach seinem Abschluss 1914 war er als Assistenzarzt in Rotterdam sowie an Kliniken in Deutschland, Italien und Belgien tätig. 1917 wechselte er nach Den Haag an das katholische Krankenhaus St. Joannes de Deo, wo er später die Klinik für Innere Medizin leitete. Er wurde 1921 an der Universität Utrecht promoviert. 1951 trat er in den Ruhestand. Er war verheiratet und Vater eines Sohnes.

## Wirken
1921 veröffentlichte Peutz die Erstbeschreibung der später als Peutz-Jeghers-Syndrom bezeichneten Polypose mit Hyperpigmentierung der Lippen- und Mundschleimhaut. Diese Hyperpigmentierung war ihm im Laufe des Jahres 1920 bei zwei jugendlichen Patienten aufgefallen war. Es stellte sich heraus, dass es sich dabei um Brüder handelte. Der ältere Bruder musste aufgrund eines Darmverschlusses (Ileus) operiert werden. Im Resektat zeigten sich Polypen mit malignitätsverdächtige Veränderungen. Weitere Geschwister waren von der Hyperpigmentation und Polypose betroffen, bei zwei Geschwistern zeigten sich zudem Nasenpolypen.
Weitere Fälle des Syndroms wurden 1949 von Harold Jeghers und Kollegen beschrieben. Peutz’ Schüler van Wijk wurde 1950 mit einer Promotion über die „Peutz-Krankheit“ promoviert, die Bezeichnung „Peutz-Jeghers-Syndrom“ wurde 1954 von Bruwer eingeführt.
Die Familie der in der Erstbeschreibung dargestellten Fälle („Harrisburg family“) blieb über nachfolgende Generationen in Nachbeobachtung.

## Auszeichnungen
Jan Peutz wurde mit dem Ehrenkreuz Pro Ecclesia et Pontifice, dem Gregoriusorden (Komtur) sowie dem Orden von Oranien-Nassau (Offizier) ausgezeichnet.

## Schriften (Auswahl)
- J. L. A. Peutz: Over een zeer merkwaardige, gecombineerde familiaire polyposis van de slijmvliezen van den tractus intestinalis met die van de neuskeelholte en gepaard met eigenaardige pigmentaties van huid en slijmvliezen. In: Nederlandsch Maandschrift voor Geneeskunde. 1921, Nummer 10, S. 134–146. (Volltext; PDF; 1,6 MB)